# Barrage de Bimont
Le barrage de Bimont, ou barrage du Bimont ou encore barrage Rigaud, est un barrage voûte mis en service en 1952 sur la commune de Saint-Marc-Jaumegarde, dans la montagne Sainte-Victoire près d’Aix-en-Provence. Il est alimenté principalement par l'eau de la branche ouest du canal de Provence, amenée par une galerie souterraine, qui se déverse peu avant le mur du barrage sur la rive droite.
Il est accompagné par un contre-barrage situé à son pied côté rive gauche, qui prélève l'eau déversée pour alimenter la branche Marseille-nord du canal de Provence.

## Caractéristiques

### Le barrage
Le barrage a été construit entre 1946 et 1951 par l’ingénieur Joseph Rigaud ; l’étude du barrage a été effectuée par le bureau Coyne et Bellier, qui a également contribué au barrage de Tignes et à celui de Serre-Ponçon et du tristement célèbre Barrage de Malpasset à Fréjus. Comme plusieurs grands travaux engagés après guerre, le barrage a été financé par le plan Marshall. Il retient les eaux de la Cause, issues du ruissellement de la face nord du massif de Sainte-Victoire, mais il est en fait principalement alimenté par une conduite souterraine artificielle amenant l’eau du Verdon par le Canal de Provence. Cette conduite, la galerie de la Campane, d’une longueur de près de 5 km, a été agrandie en 1974 et autorise aujourd’hui un débit de 9 m3/s.
Il s’agit d’un barrage voûte à double courbure s’appuyant sur les rives. Il est constitué de 15 plots, et atteint une hauteur de 87,50 mètres pour une longueur en crête de 180 mètres. Son épaisseur est de 17,40 mètres au pied et de 4,30 mètres en crête, le volume total de béton est de 150 000 m3.

### La retenue

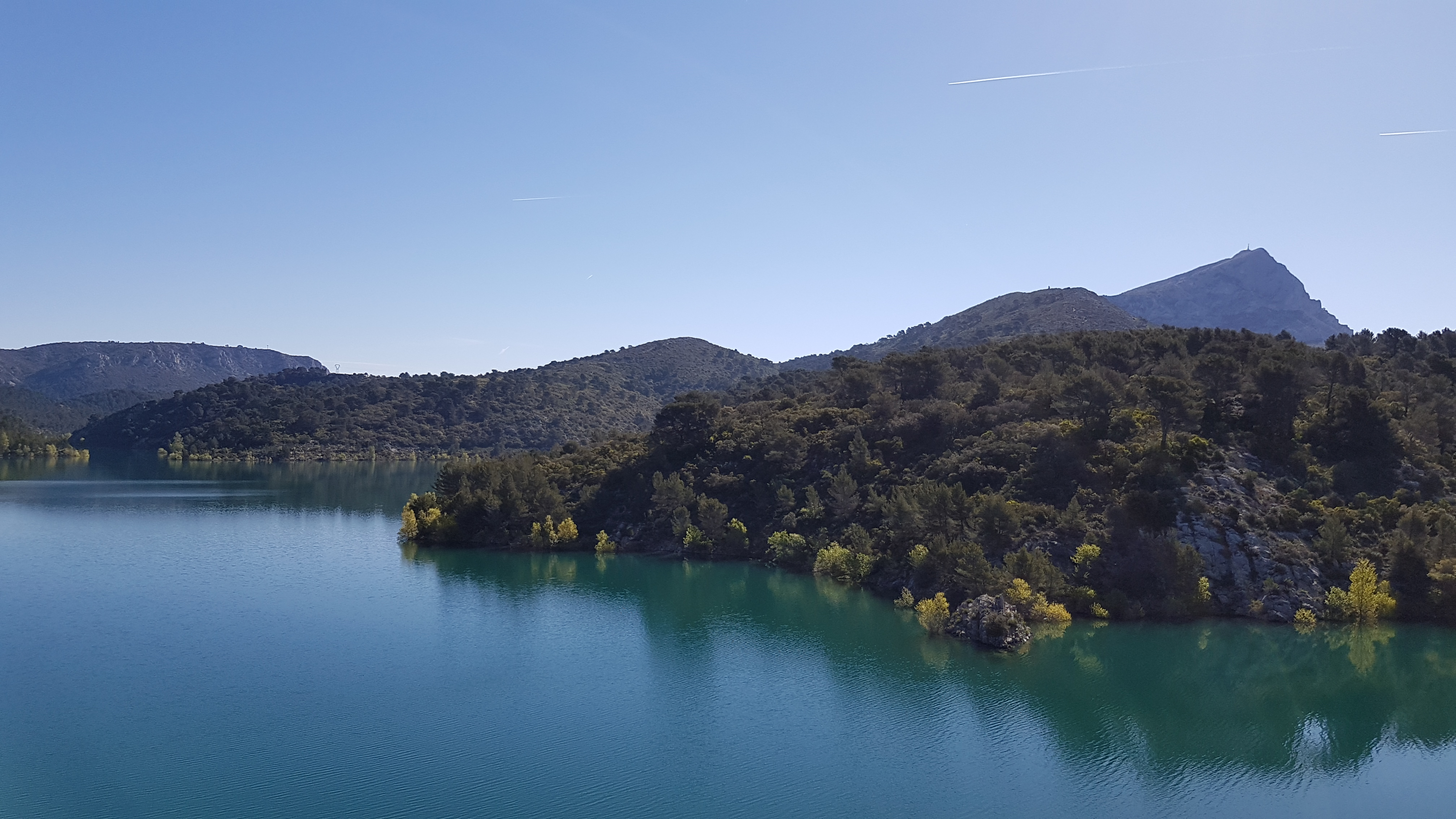
La retenue La montagne Sainte-Victoire et la croix de Provence est visible à droite.

La retenue créée par le barrage est d’un volume de  39 millions de mètres cubes d’eau à la hauteur maximale du barrage (niveau NGF 350), mais la cote d’exploitation normale (niveau NGF 329,5) ne représente, quant à elle, qu’un volume de  14 millions de mètres cubes. Au niveau des déversoirs (cote NGF 336) le volume est de  19 millions de mètres cubes et au niveau d’exploitation maximale autorisée (cote NGF 341) le volume est de 25 millions de mètres cubes.
Le barrage est équipé de deux vannes de vidange, une conduite principale de 1,5 mètre de diamètre située à la cote 288 NGF et une conduite secondaire, de 0,5 mètre de diamètre, située à la cote 287 NGF. À ce dernier niveau, une retenue résiduelle de 340 000 m3 subsiste.

### Rôle du barrage
Le barrage de Bimont sert de réservoir à la société du canal de Provence pour sécuriser l'alimentation en eau de la branche ouest de son canal, qui dessert la région aixoise jusqu'à l'étang de Berre. De plus, la branche Nord du canal de Provence alimente Marseille (3,5 m3/s), en complément du canal de Marseille.
Il sert éventuellement à réguler le cours de la Cause.
Le barrage alimente également une micro-centrale électrique, qui, avec la turbine-pompe située à la Campane, assurent une production énergétique annuelle modeste de 4GWh.

## Risques

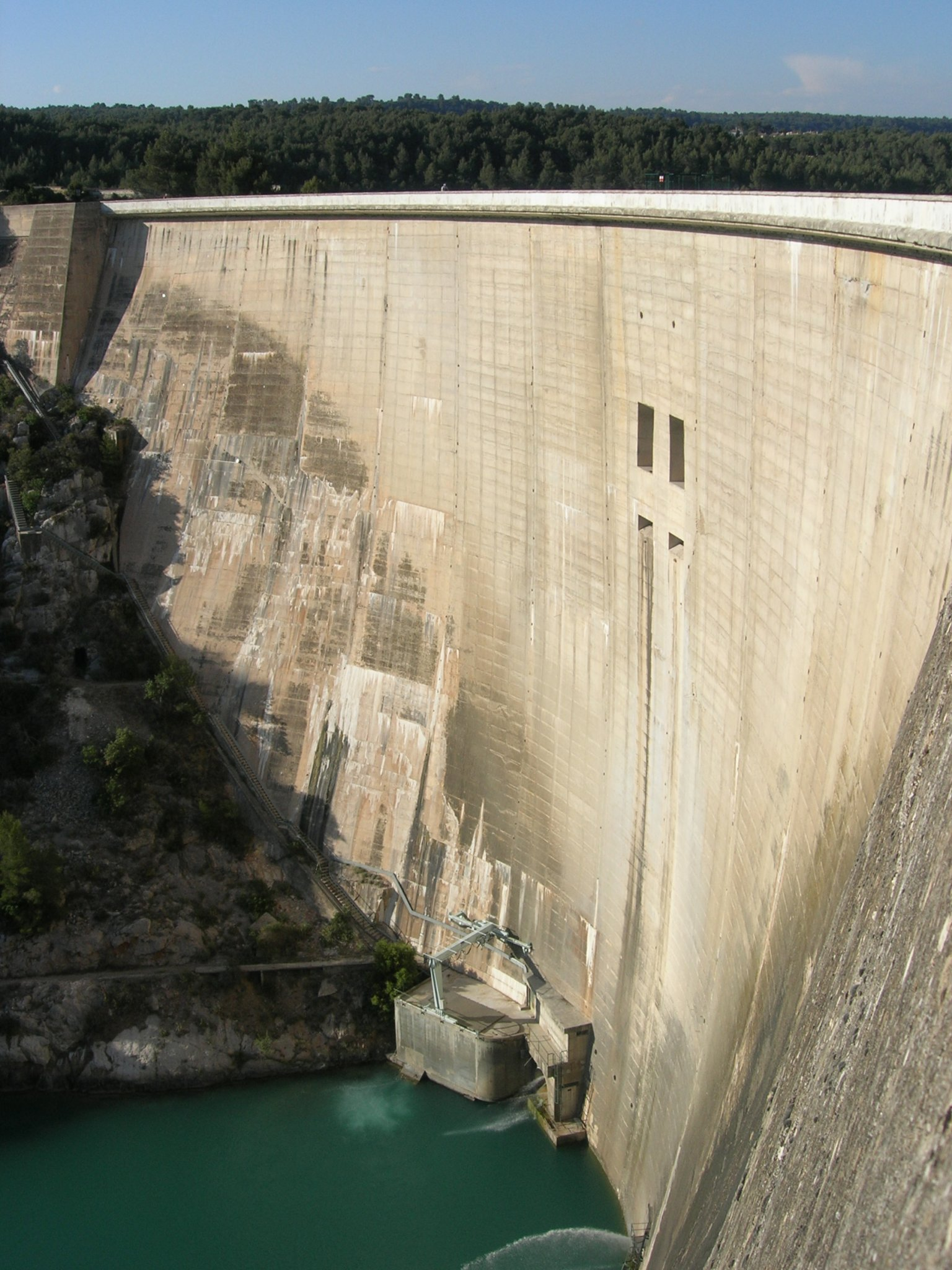

### Nature des risques
Pour le barrage de Bimont, les risques sont :
- un effondrement de terrain dans la retenue
- une crue de fréquence rare
- un séisme

Les risques liés à une soudaine montée des eaux sont limités, la gestion optimisée de la retenue est prévue pour 14 millions de m3, ce qui laisse une marge par rapport à la capacité maximale du barrage. De plus, le barrage Zola situé en aval est toujours entretenu afin de pouvoir diminuer l’impact d’une vidange de secours du barrage de Bimont.
La zone est cependant connue pour ses risques sismiques, elle est située sur la faille de la Moyenne Durance, le risque est évalué Ib, c’est-à-dire risque faible. Selon le bureau d’étude Coyne et Bellier (chargé du projet), le barrage serait en mesure de résister au séisme le plus important possible en Provence.
Enfin, dans les années 1960, un gonflement est apparu sur le plot no 2, qui est aujourd'hui légèrement plus haut que les autres, et présente un suintement. Il a suscité quelques craintes, et des analyses effectuées par carottage ont révélé que le béton était de « bonne qualité » mais qu’il était différent de celui des autres plots : une grève chez le fournisseur en 1949, a en effet entrainé un changement de la composition du béton. Par ailleurs une surveillance particulière a été mise en place, avec notamment l’installation de deux pendules. Cette anomalie ne devrait toutefois pas remettre en cause la solidité du barrage et elle semble ne pas évoluer.

### Surveillance et prévention
La législation française exige d'établir un Plan Particulier d’Intervention (PPI) pour tous les barrages de plus de 20 m de hauteur et d'une capacité de stockage supérieure à 15 millions de mètres cube.
Le PPI analyse les risques et développe les conduites à tenir en cas de problèmes. Il est activé par le préfet en cas de risque avéré.
En cas de rupture du barrage, les eaux se répandraient dans la vallée de l’Arc inondant la commune du Tholonet, Palette, et le quartier du val de l’Arc à Aix-en-Provence. L’autoroute A8 serait également touchée. Un plan particulier d’intervention (ou PPI) a été élaboré pour le barrage de Bimont. Ainsi un dispositif d’alerte par une série de cornes de brume a été mis en place pour prévenir les riverains de l’imminence d'un accident. Le site internet de la mairie d'Aix-en-Provence décrit "les signaux d’alerte et les comportements associés",.
La circulaire du 14 août 1970 prévoit une visite complète décennale comprenant un « examen des parties habituellement noyées des ouvrages ». Ces vérifications ont été effectuées par des plongeurs en 1979 et par un sous-marin en 1989. En 1999, la retenue du barrage a été vidée à son niveau le plus bas pour procéder à cette inspection.

## Grande rénovation (2016-2019)
La Société du Canal de Provence a lancé le plus grand chantier de rénovation ayant concerné ce barrage pour le mettre aux normes et mieux répondre aux futurs besoins en eau, avec 3 étapes :
1. 2016 : pose d'une conduite de dérivation à partir du canal du Verdon qui permettra la continuité du service de fourniture d'eau potable ;
2. 2017 : vidange de 14 millions de m3 d'eau (en été et automne), 400 000 m3 étant conservés ;
3. 2018 : phase de rénovation avec pose en aval du barrage d'un échafaudage de plusieurs centaines de mètres carrés pour nettoyer le béton et reboucher les fissures au moyen d'un béton liquide spécial. Des barres d'ancrage en acier seront aussi posées pour limiter les risques au moment  de l'injection du béton. Un « voile de drainage » sera ensuite installé en pied de barrage (côté aval) pour la mise en conformité réglementaire ; et côté amont, une couche d'étanchéité sera posée sur le béton[9].

La remise en eau progressive de la retenue est en cours depuis mai 2019 et devrait se terminer en 2022.

## Divers

### Tourisme
Le barrage de Bimont est un site très visité. La route d'Aix à Vauvenargues longe la rive droite de la retenue et donne divers points de vue et accès au plan d'eau. Un embranchement à la sortie de Saint-Marc-Jaumegarde donne accès au barrage, où se trouve une table d'orientation, et d'où part l'un des sentiers d'accès à la montagne Sainte-Victoire (sentier Imoucha).

### Cinéma et télévision
- Le barrage de Bimont apparaît dans une scène du film Near Death Experience, de Gustave Kervern et Benoît Delépine (2014).
- Il apparait à plusieurs reprises dans le téléfilm Examen de conscience avec Cécile Bois et Julien Boisselier (2019).
- Il figure le barrage de Vouglans dans Meurtres dans le Jura (2019).
- Il apparait dans La Stagiaire (S7E3) (2021).
- Il apparait dans De miel et de sang (2022).